# خائن (فیلم ۲۰۱۹)
خائن (ایتالیایی: Il traditore) یک فیلم به کارگردانی مارکو بلوکیو دربارهٔ زندگی تومازو بوشتا مافیا ایتالیایی است که در سال ۲۰۱۹ منتشر شد. این فیلم برای رقابت در بخش اصلی جشنواره کن ۲۰۱۹
انتخاب شد. این فیلم موفق به کسب ۱۲ جایزه شده است.